# Liste der brasilianischen Botschafter in Argentinien

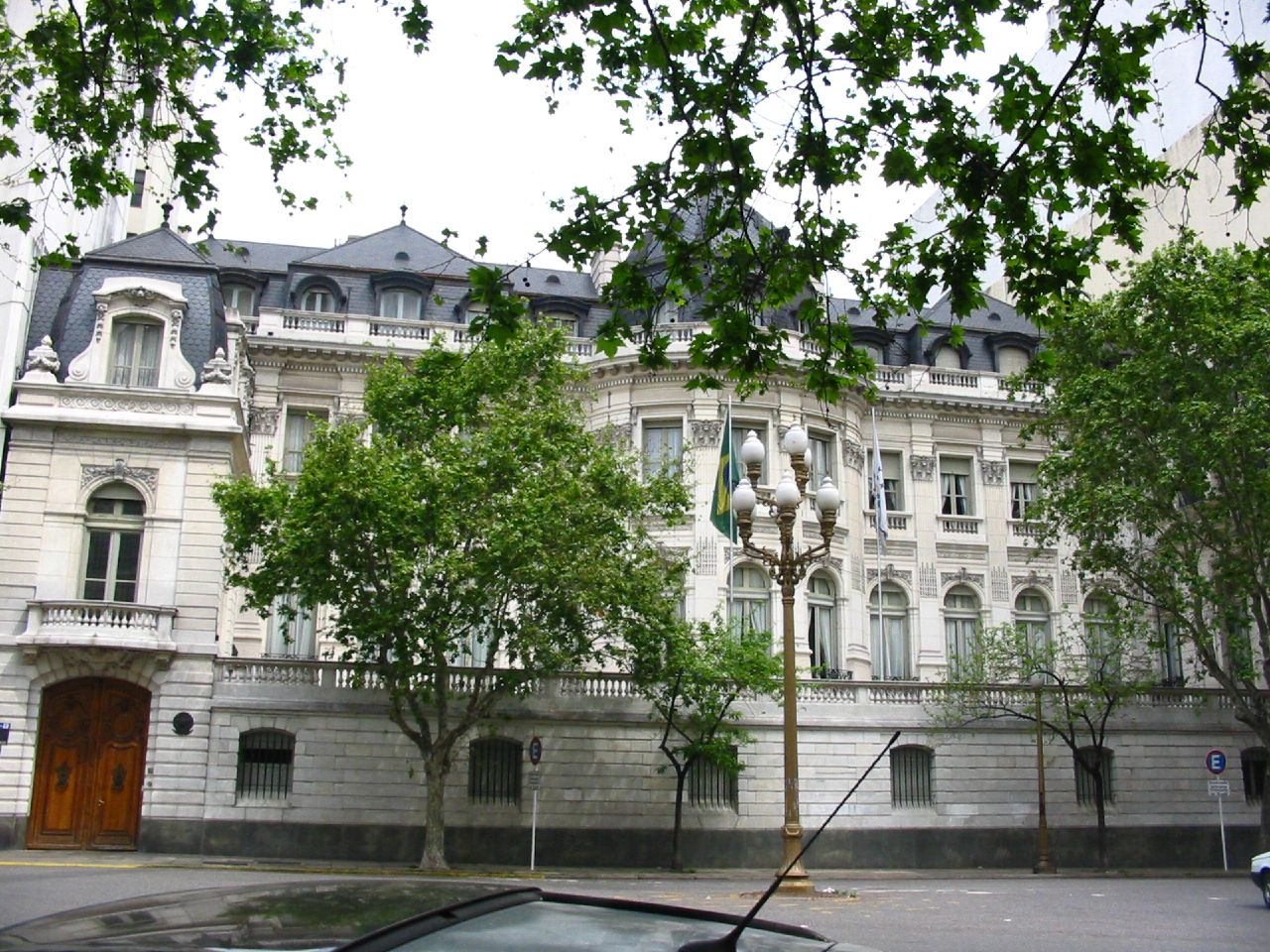
Palacio Pereda, Brasilianische Botschaft an der Plaza Pellegrini am Beginn der Avenida Alvear in Buenos Aires. Die Adresse ist número 1130 de la Calle Arroyo, er wurde für den Arzt und Hacendado Celedonio Tomás Pereda (* 1860; † 1941) und dessen Frau María Justina Girado erstellt.

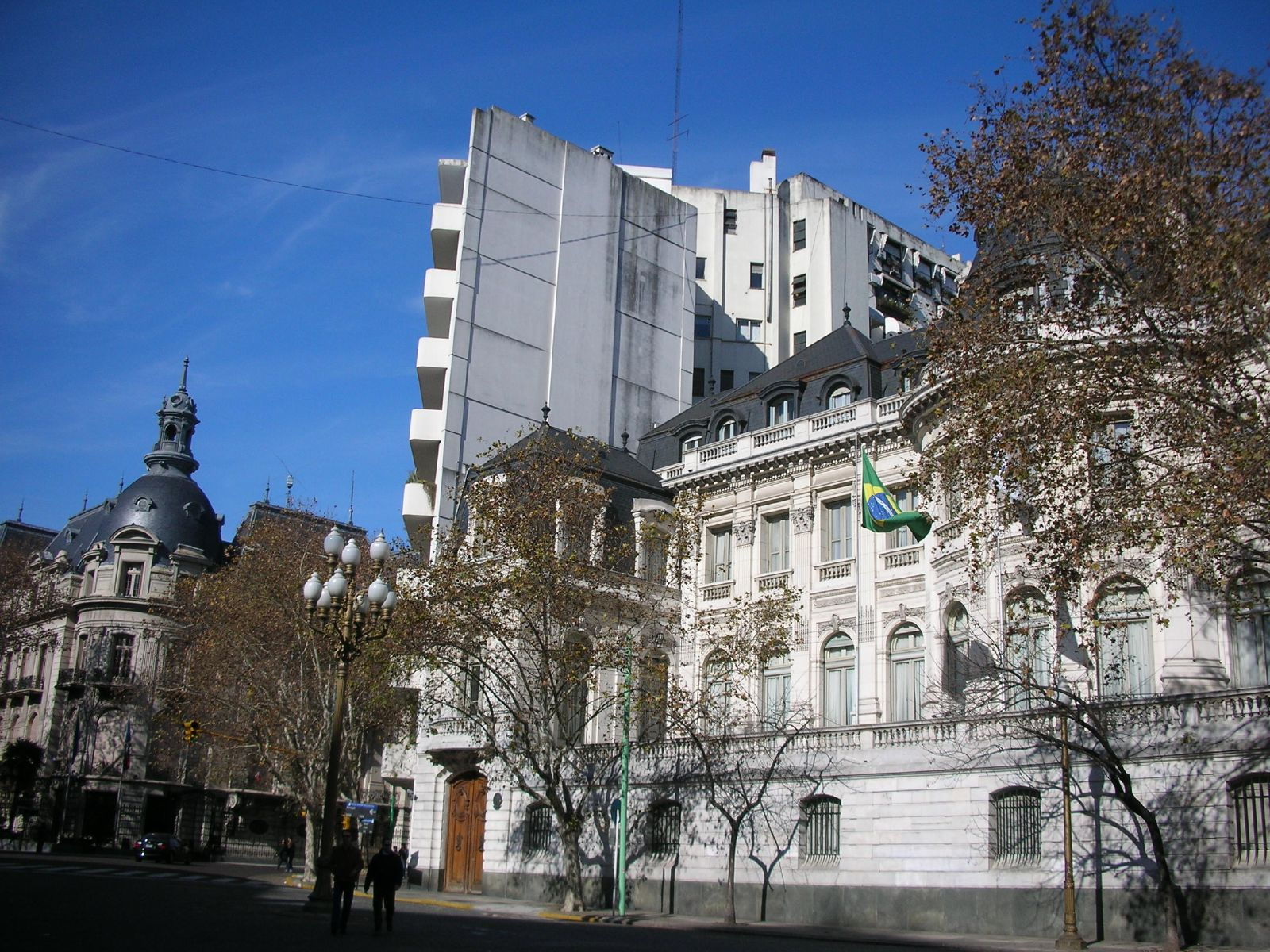
Palacio Pereda

Der brasilianische Botschafter in Argentinien residiert im Palacio Pereda in Buenos Aires.
| Ernannt/Akkreditiert | Name                                       | Bemerkungen                                                             | ernannt von                          | akkreditiert bei               | Posten verlassen | Beleg |
| -------------------- | ------------------------------------------ | ----------------------------------------------------------------------- | ------------------------------------ | ------------------------------ | ---------------- | ----- |
| 1852                 | Rodrigo de Souza Pontes                    |                                                                         | Peter II.                            | Justo José de Urquiza          |                  |       |
| 25. Feb. 1855        | Joaquim Tomás do Amaral                    | auch Joaquim Thomaz do Amaral                                           | Peter II.                            | Justo José de Urquiza          |                  |       |
| 1855                 | Visconde de Abaeté                         |                                                                         | Peter II.                            | Justo José de Urquiza          |                  |       |
| 1856                 | José María do Amaral                       |                                                                         | Peter II.                            | Justo José de Urquiza          |                  |       |
| 1863                 | Felipe José Pereira Leal                   |                                                                         | Peter II.                            | Bartolomé Mitre                |                  |       |
| 1867                 | Joao Alvez Loureiro                        |                                                                         | Peter II.                            | Bartolomé Mitre                |                  |       |
| 1869                 | José María da Silva Paranhos               |                                                                         | Peter II.                            | Domingo Faustino Sarmiento     |                  |       |
| 1871                 | Domingos José Goncalves de Magalhaes       |                                                                         | Peter II.                            | Domingo Faustino Sarmiento     |                  |       |
| 1871                 | Barón de Cotegipe                          |                                                                         | Peter II.                            | Domingo Faustino Sarmiento     |                  |       |
| 1874                 | Antônio José Duarte de Araújo Gondim       | (* 14. September 1823 in Recife; 16. Mai 1884 in Petrópolis)            | Peter II.                            | Nicolás Avellaneda             |                  |       |
| 1875                 | Barón de Aguiar de Andrada                 |                                                                         | Peter II.                            | Nicolás Avellaneda             |                  |       |
| 1884                 | Barón de Mencar                            |                                                                         | Peter II.                            | Julio Argentino Roca           |                  |       |
| 1890                 | Joaquín Francisco de Assis Brasil          |                                                                         | Manuel Deodoro da Fonseca            | Carlos Pellegrini              |                  |       |
| 1891                 | Cyro de Azevedo                            |                                                                         | Floriano Peixoto                     | Carlos Pellegrini              |                  |       |
| 1892                 | Joaquím Francisco de Assis Brasil          |                                                                         | Floriano Peixoto                     | Luis Sáenz Peña                |                  |       |
| 1894                 | Fernando Luis Ozorio                       |                                                                         | Prudente de Morais                   | Luis Sáenz Peña                |                  |       |
| 1894                 | Fernando Abott                             |                                                                         | Prudente de Morais                   | Luis Sáenz Peña                |                  |       |
| 1897                 | Henrique de Barros Cavalcanti de Lacerda   |                                                                         | Prudente de Morais                   | José Evaristo Uriburu          |                  |       |
| 1900                 | Cyro de Azevedo                            |                                                                         | Manuel Ferraz de Campos Sales        | Julio Argentino Roca           |                  |       |
| 1. Jan. 1912         | José Pereira da Costa Motta                | außerordentlicher Gesandter und Ministre plénipotentiaire               | Hermes Rodrigues da Fonseca          | Roque Sáenz Peña               | 1. März 1912     |       |
| 1912                 | Luís Martins de Souza Dantas               | Geschäftsträger                                                         | Hermes Rodrigues da Fonseca          | Roque Sáenz Peña               |                  |       |
| 14. Apr. 1912        | Campos Sales                               | außerordentlicher Gesandter und Ministre plénipotentiaire               | Hermes Rodrigues da Fonseca          | Roque Sáenz Peña               | 6. Juli 1912     |       |
| 1914                 | Luís Martins de Souza Dantas               | Geschäftsträger                                                         | Venceslau Brás Pereira Gomes         | Victorino de la Plaza          |                  |       |
| 13. März 1913        | Luís Martins de Souza Dantas               | außerordentlicher Gesandter und Ministre plénipotentiaire               | Hermes Rodrigues da Fonseca          | Roque Sáenz Peña               | 10. Mai 1916     |       |
| 1916                 | Eduardo Lima Ramos                         | Geschäftsträger                                                         | Venceslau Brás Pereira Gomes         | Hipólito Yrigoyen              | 1917             |       |
| 25. Juli 1917        | Alcebíades Peçanha                         | außerordentlicher Gesandter und Ministre plénipotentiaire               | Venceslau Brás Pereira Gomes         | Hipólito Yrigoyen              | 31. Okt. 1918    |       |
| 1918                 | Ciro de Freitas Vale                       | Geschäftsträger                                                         | Francisco de Paula Rodrigues Alves   | Hipólito Yrigoyen              |                  |       |
| 1919                 | Carlos Rostaing Lisboa                     | Geschäftsträger                                                         | Francisco de Paula Rodrigues Alves   | Hipólito Yrigoyen              |                  |       |
| 1919                 | Sylvio Rangel de Castro                    | Geschäftsträger                                                         | Epitácio da Silva Pessoa             | Hipólito Yrigoyen              |                  |       |
| 6. Nov. 1919         | Pedro de Toledo                            | außerordentlicher Gesandter und Ministre plénipotentiaire               | Epitácio da Silva Pessoa             | Hipólito Yrigoyen              | 3. Okt. 1923     |       |
| 4. Okt. 1923         | Pedro de Toledo                            | Botschafter                                                             | Artur da Silva Bernardes             | Marcelo Torcuato de Alvear     | 21. Apr. 1926    |       |
| 1926                 | Gastão Paranhos do Rio Branco              | Geschäftsträger                                                         | Washington Luís Pereira de Sousa     | Marcelo Torcuato de Alvear     | 1928             |       |
| 10. Aug. 1926        | José de Paula Rodrigues Aives              | Botschafter                                                             | Washington Luís Pereira de Sousa     | Marcelo Torcuato de Alvear     | 1. Dez. 1930     |       |
| 1930                 | Rubens Duham                               | Geschäftsträger                                                         | Getúlio Vargas                       | José Félix Uriburu             | 1931             |       |
| 18. März 1931        | Joaquim Francisco de Assis Brasil          | Botschafter                                                             | Getúlio Vargas                       | José Félix Uriburu             | 26. Juli 1933    |       |
| 1933                 | Protasio Babtiste Gongalves                | Geschäftsträger                                                         | Getúlio Vargas                       | Agustín Pedro Justo            | 1933             |       |
| 15. Okt. 1933        | José Bonifácio de Andrada e Silva          | Botschafter                                                             | Getúlio Vargas                       | Agustín Pedro Justo            | 3. Nov. 1937     |       |
| 1934                 | Joaquim Francisco de Assis Brasil          | Botschafter                                                             | Getúlio Vargas                       | Agustín Pedro Justo            |                  |       |
| 1937                 | Joäo Alberto Lins de Barro                 | Geschäftsträger                                                         | Getúlio Vargas                       | Agustín Pedro Justo            | 1938             |       |
| 15. Feb. 1938        | Luiz Gulmaräes Filho                       | Embaixador                                                              | Getúlio Vargas                       | Roberto María Ortiz            | 5. Juli 1938     |       |
| 6. Juli 1938         | José de Paula Rodrigues Alves              |                                                                         | Getúlio Vargas                       | Roberto María Ortiz            | 6. Mai 1944      |       |
| 6. Mai 1944          | Paulo Demôro                               | Geschäftsträger                                                         | Getúlio Vargas                       | Edelmiro Julián Farrell        | 1944             |       |
| 1944                 | Décio Martina Coimbra                      | Geschäftsträger                                                         | Getúlio Vargas                       | Edelmiro Julián Farrell        | 1945             |       |
| 21. Mai 1945         | João Baptista Lusardo João Batista Luzardo | Botschafter                                                             | José Linhares                        | Edelmiro Julián Farrell        | 6. Feb. 1947     |       |
| 1947                 | Oswaldo Furst                              | Geschäftsträger                                                         | Eurico Gaspar Dutra                  | Juan Perón                     | 1947             |       |
| 17. Apr. 1947        | Ciro de Freitas Vale                       | Botschafter                                                             | Eurico Gaspar Dutra                  | Juan Perón                     | 11. Nov. 1948    |       |
| 1948                 | João Emílio Ribeiro                        | Geschäftsträger                                                         | Eurico Gaspar Dutra                  | Juan Perón                     | 1949             |       |
| 21. Jan. 1949        | Milton de Freites Almeida                  | Botschafter                                                             | Eurico Gaspar Dutra                  | Juan Perón                     | 11. Nov. 1950    |       |
| 1950                 | Glauco Ferreira de Souza                   | Geschäftsträger                                                         | Eurico Gaspar Dutra                  | Juan Perón                     | 1951             |       |
| 25. Aug. 1951        | João Baptista Lusardo                      | Botschafter                                                             | Getúlio Vargas                       | Juan Perón                     |                  |       |
| 1953                 | Jayme de Barros Gomes                      | Geschäftsträger                                                         | Getúlio Vargas                       | Juan Perón                     |                  |       |
| 29. Nov. 1953        | Orlando Leite Ribeiro                      | Botschafter                                                             | Getúlio Vargas                       | Juan Perón                     |                  |       |
| 1956                 | Mério Gibson Alves Barboza                 | Geschäftsträger                                                         | Juscelino Kubitschek                 | Eduardo Lonardi                |                  |       |
| 9. Aug. 1956         | João Carlos Muniz                          |                                                                         | Juscelino Kubitschek                 | Eduardo Lonardi                |                  |       |
| 1958                 | Mário Gibson Alves Barboza                 | Geschäftsträger                                                         | Juscelino Kubitschek                 | Arturo Frondizi                |                  |       |
| 1958                 | Mário Tancredo Borges da Fonseca           | Geschäftsträger                                                         | Juscelino Kubitschek                 | Arturo Frondizi                |                  |       |
| 1958                 | Aguinaldo Boulitreau Fragoso               | Botschafter                                                             | Jânio Quadros                        | Arturo Umberto Illia           |                  |       |
| 24. Sep. 1967        | Décio Honorato de Moura                    |                                                                         | Artur da Costa e Silva               | Juan Carlo Onganía             |                  |       |
| 1967                 | Carlos dos Santos Veras                    | Geschäftsträger                                                         | Artur da Costa e Silva               | Juan Carlos Onganía            |                  |       |
| 2. Okt. 1967         | Manuel Pio Correia Júnior                  | Botschafter                                                             | Artur da Costa e Silva               | Juan Carlos Onganía            | 26. Jan. 1969    |       |
| 1969                 | Lyle Amaury Tarisse da Fontoura            | Geschäftsträger                                                         | Aurélio de Lira Tavares              | Juan Carlos Onganía            | 1969             |       |
| 14. Feb. 1969        | Antônio Francisco Azeredo da Silveira      | (* 22. September 1917 in Rio de Janeiro; 27. April 1990 Rio de Janeiro) | Aurélio de Lira Tavares              | Juan Carlos Onganía            | 20. Apr. 1973    |       |
| 1. Jan. 1975         | João Baptista Pinheiro                     |                                                                         | Ernesto Geisel                       | Isabel Martínez de Perón       | 10. Apr. 1975    |       |
| 11. Apr. 1975        | Marcos Henrique Camillo Côrtes             | Geschäftsträger (* 21. Oktober 1935 in Rio de Janeiro)                  | Ernesto Geisel                       | Isabel Martínez de Perón       | 16. Apr. 1975    |       |
| 17. Apr. 1975        | João Baptista Pinheiro                     |                                                                         | Ernesto Geisel                       | Isabel Martínez de Perón       | 23. Mai 1975     |       |
| 24. Mai 1975         | Marcos Henrique Camillo Côrtes             | Geschäftsträger                                                         | Ernesto Geisel                       | Isabel Martínez de Perón       | 2. Juni 1975     |       |
| 3. Juni 1975         | João Baptista Pinheiro                     |                                                                         | Ernesto Geisel                       | Isabel Martínez de Perón       | 3. Aug. 1975     |       |
| 4. Aug. 1975         | Marcos Henrique Camillo Côrtes             | Geschäftsträger                                                         | Ernesto Geisel                       | Isabel Martínez de Perón       | 5. Aug. 1975     |       |
| 6. Aug. 1975         | João Baptista Pinheiro                     |                                                                         | Ernesto Geisel                       | Isabel Martínez de Perón       | 2. Nov. 1975     |       |
| 2. Nov. 1975         | Marcos Henrique Camillo Côrtes             | Geschäftsträger                                                         | Ernesto Geisel                       | Isabel Martínez de Perón       | 31. Dez. 1975    |       |
| 1976                 | Cláudio Garcia de Souza                    | Geschäftsträger                                                         | Ernesto Geisel                       | Isabel Martínez de Perón       | 1977             |       |
| 1984                 | João Hermes Pereira de Araújo              |                                                                         | João Baptista de Oliveira Figueiredo | Raúl Alfonsín                  | 1987             |       |
| 1988                 | Francisco Thompson-Flôres                  |                                                                         |                                      |                                | 1992             | [ 1 ] |
| 1992                 | Marcos Azambuja                            |                                                                         | Itamar Franco                        | Carlos Menem                   | 1997             |       |
| 26. Jan. 1999        | Sebastião do Rego Barros Netto             |                                                                         | Fernando Henrique Cardoso            | Fernando de la Rúa             | 27. Dez. 2001    |       |
| 10. Nov. 2001        | José Botafogo Gonçalves                    |                                                                         | Fernando Henrique Cardoso            | Ramón Puerta                   | 2001             |       |
| 26. Jan. 2010        | Enio Cordeiro                              |                                                                         | Luiz Inácio Lula da Silva            | Cristina Fernández de Kirchner |                  |       |
| 9. Apr. 2013         | Everton Vieira Vargas                      |                                                                         | Dilma Rousseff                       | Cristina Fernández de Kirchner |                  |       |